# Richtlinie 2012/19/EU über Elektro- und Elektronik-Altgeräte
Die WEEE-Richtlinie 2012/19/EU (von englisch Waste of Electrical and Electronic Equipment ‚Elektro- und Elektronikgeräte-Abfall‘) dient der Vermeidung von Abfällen von Elektro- und Elektronikgeräten und der Reduzierung solcher Abfälle durch Wiederverwendung, Recycling und anderer Formen der Verwertung. Sie legt Mindestnormen für die Behandlung von Elektro- und Elektronik-Altgeräten in der EU fest, um langfristig zu einer nachhaltigen Entwicklung beizutragen.

## Hintergrund
Elektro- und Elektronik-Altgeräte stellen in der EU einen der am größten wachsenden Anteile an Abfällen dar. 2005 betrug die Menge noch ca. 9 Millionen Tonnen, bis 2020 erwartet die EU-Kommission einen Anstieg auf mehr als 12 Millionen Tonnen. Elektronikschrott besteht hierbei aus unterschiedlichsten Materialien und Komponenten, deren gefährliche Inhaltsstoffe zu besonderen Umwelt- und Gesundheitsrisiken führen können. Zudem erfordert die Herstellung solcher Geräte seltene und teure Rohstoffe wie Kupfer, Gold und Platin.
Als Reaktion auf diese Problematik hat die EU-Kommission 2002 und 2003 zwei Richtlinien erlassen: Die WEEE-Richtlinie und die RoHS-Richtlinie. Während die RoHS-Richtlinie die Zielsetzung verfolgt, die Verwendung von gefährlichen Stoffen in Produkten zu reduzieren, wurde durch den Erlass der WEEE-Richtlinie ein gesetzlicher Rahmen geschaffen, um ausgediente Elektro- und Elektronik-Geräte von Verbrauchern einzusammeln, den Anteil dieser Geräte am Hausmüll zu reduzieren und Rohstoffe fachgerecht zu sammeln und der Wiederverwertung zuzuführen.

## Die Richtlinie

Kennzeichnung zu sammelnder Elektrogeräte nach WEEE-Richtlinie. Das Sinnbild ist auch in IEC 60417 verankert.

Die Richtlinie gilt für sämtliche privat und gewerblich genutzten Elektro- und Elektronikgeräte mit Ausnahme von Geräten, die für militärische Zwecke bestimmt sind, und Glühbirnen. Weitere Ausnahmen werden wegen veränderter Definitionen des Geltungsbereichs der Richtlinie formuliert, die nach einer Übergangsfrist 2018 gültig wurden.
Die getrennte Sammlung von Elektro- und Elektronik-Altgeräten ist notwendig, um das von der EU-Kommission angestrebte Gesundheits- und Umweltschutzniveau in der Union durch spezifische Behandlung und spezifisches Recycling von Elektroschrott zu erreichen. Verbraucher sollen aktiv an der Sammlung beitragen und Anreize erhalten, Elektro- und Elektronik-Altgeräte zurückzugeben. Dafür werden Rücknahmeeinrichtungen geschaffen, bei denen entsprechende Abfälle aus privaten Haushalten zumindest kostenlos abgegeben werden können.
Mitgliedstaaten der Europäischen Union sollen durch vorgeschriebene Sammelquoten angehalten werden, geeignete Maßnahmen zu treffen, um den Anteil von Elektronikschrott am unsortierten Siedlungsabfall möglichst gering zu halten. Aus den Daten einer von der EU-Kommission 2008 durchgeführten Folgenabschätzung ging hervor, dass zum damaligen Zeitpunkt bereits 65 % der in Verkehr gebrachten Elektro- und Elektronik-Altgeräte getrennt gesammelt wurden, mehr als die Hälfte davon aber nicht ordnungsgemäß behandelt oder illegal ausgeführt wurde. Die WEEE-Richtlinie soll auch dafür sorgen, dass nicht funktionierende Elektro- und Elektronikgeräte nicht in Entwicklungsländer verbracht werden.
Die Neufassung der WEEE-Richtlinie hob mit Wirkung vom 15. Februar 2014 die Vorgängerrichtlinie 2002/96/EG auf, sowie die Richtlinie 2003/108/EG und 2008/34/EG. Die in der Vorgängerrichtlinie genannten Kategorien und Gerätelisten blieben bis zum Ablauf einer Übergangsfrist am 14. August 2018 in Kraft.
Die WEEE-Richtlinie führt mit Wirkung ab 2018 einen offenen, sich auf alle Elektro- und Elektronikgeräte erstreckenden Anwendungsbereich ein, der folgende sechs Kategorien umfasst:
1. Wärmeüberträger
2. Bildschirme, Monitore und Geräte, die Bildschirme mit einer Oberfläche von mehr als 100 cm² enthalten
3. Lampen
4. Großgeräte, bei denen mindestens eine der äußeren Abmessungen mehr als 50 cm beträgt
5. Kleingeräte, bei denen keine der äußeren Abmessungen mehr als 50 cm beträgt
6. Kleine IT- und Telekommunikationsgeräte, bei denen keine der äußeren Abmessungen mehr als 50 cm beträgt

## Geschichte

### Deutschland
Die erste Ausgabe der WEEE-Richtlinie (2002/96/EG) ist im Januar 2003 in Kraft getreten. Bis zum 13. August 2004 sollten die EU-Mitgliedstaaten die Richtlinie in nationale Gesetze umgesetzt und ein nationales Rücknahmesystem aufgebaut haben. Ab Dezember 2006 sollten mindestens 4 kg Elektroschrott pro Einwohner und Jahr recycelt werden.
In Deutschland trat am 16. März 2005 das Elektro- und Elektronikgerätegesetz (ElektroG) in Kraft, das neben der WEEE-Richtlinie auch die RoHS-Richtlinie in deutsches Recht umsetzte. Um auch der WEEE-Richtlinie gerecht zu werden, wurde am 21. Oktober 2003 beschlossen, die VDI-Richtlinie 2343 zu überarbeiten. Diese gibt Anmerkungen und Handlungsempfehlungen zum Umgang mit Elektro- und Elektronik-Altgeräten und beinhaltet Aspekte der Grundlagen, Logistik, Demontage, Aufbereitung, Verwertung, Vermarktung und Wiederverwendung (ReUse).

### Österreich
Die Umsetzung der europarechtlichen Vorgaben über die Abfallvermeidung, Sammlung und Behandlung von elektrischen und elektronischen Altgeräten erfolgt in Österreich vor allem durch die Elektroaltgeräteverordnung (EAG-VO). Dadurch wurde unter anderem auch die kostenlose Rückgabemöglichkeit von Elektroaltgeräten aus privaten Haushalten bei Sammelstellen in Österreich ermöglicht und geregelt.

## Aktuelle Situation in Deutschland
Mit Wirkung vom 15. August 2018 wurde die WEEE-Richtlinie in Deutschland durch Änderung des Elektro- und Elektronikgerätegesetz umgesetzt.

### Definition der betroffenen Geräte
Betroffen von diesem Gesetz sind alle Geräte, die für den Betrieb mit Wechselspannung von höchstens 1 000 Volt oder Gleichspannung von höchstens 1 500 Volt ausgelegt sind und dabei elektrischen Strom oder elektromagnetische Felder erzeugen, übertragen, messen oder zum eigenen Betrieb benötigen.

### Pflichten der Hersteller
Vor der Markteinführung sind die Hersteller verpflichtet, die betreffenden Geräte bei der Stiftung EAR zu registrieren, so dass sie ihm eindeutig zugeordnet werden können.
Altgeräte muss der Hersteller zurücknehmen und entsorgen. Dies ist entweder über registrierte Sammelstellen, wie z. B. Wertstoffhöfe oder über herstellereigene Anlaufstellen, wie etwa seine Filialen möglich.
Hat der Hersteller keine Niederlassung in Deutschland, so muss er einen Bevollmächtigten benennen, der seine Pflichten übernimmt.